# Premier Rides
Premier Rides is een Amerikaans fabrikant van achtbanen en is opgericht in 1994. De achtbanenfabrikant gebruikte als eerste fabrikant ter wereld lineaire inductiemotoren op zijn achtbanen. De onderneming wordt al sinds 1996 geleid door Jim Seay.

## Achtbanen van Premier Rides
| Naam                          | Locatie                     | Soort achtbaan    | Status     | Jaar gebouwd |
| ----------------------------- | --------------------------- | ----------------- | ---------- | ------------ |
| Deep Space                    | Adlabs Imagica              | Lanceerachtbaan   | Geopend    | 2013         |
| Ice Breaker                   | SeaWorld Orlando            | Lanceerachtbaan   | In opbouw  |              |
| West Coast Racers             | Six Flags Magic Mountain    | Lanceerachtbaan   | Geopend    | 2019         |
| Tigris                        | Busch Gardens Tampa         | Lanceerachtbaan   | Geopend    | 2019         |
| Flight of Fear                | Kings Island                | Lanceerachtbaan   | Geopend    | 1996         |
| Runaway Mountain              | Six Flags Over Texas        | Stalen achtbaan   | Geopend    | 1996         |
| High Roller                   | Stratosphere Tower          | Stalen achtbaan   | Afgebroken | 1996         |
| Flight of Fear                | Kings Dominion              | Lanceerachtbaan   | Geopend    | 1996         |
| Batman and Robin: The Chiller | Six Flags Great Adventure   | Lanceerachtbaan   | Afgebroken | 1998         |
| Mr. Freeze                    | Six Flags Over Texas        | Lanceerachtbaan   | Geopend    | 1998         |
| Mad Cobra                     | Suzuka Circuit              | Lanceerachtbaan   | Verplaatst | 1998         |
| Mr. Freeze                    | Six Flags St. Louis         | Lanceerachtbaan   | Geopend    | 1998         |
| Joker's Jinx                  | Six Flags America           | Lanceerachtbaan   | Geopend    | 1999         |
| Poltergeist                   | Six Flags Fiesta Texas      | Lanceerachtbaan   | Geopend    | 1999         |
| Speed                         | Nascar Café                 | Lanceerachtbaan   | Afgebroken | 2000         |
| Vonkaputous                   | Linnanmäki                  | Waterachtbaan     | Geopend    | 2001         |
| Revenge of the Mummy          | Universal Studios Florida   | Lanceerachtbaan   | Geopend    | 2004         |
| Revenge of the Mummy          | Universal Studios Hollywood | Lanceerachtbaan   | Geopend    | 2004         |
| Buzzsaw Falls                 | Silver Dollar City          | Lanceerachtbaan   | Afgebroken | 1999         |
| Back Lot Stunt Coaster        | Canada's Wonderland         | Lanceerachtbaan   | Geopend    | 2005         |
| Backlot Stunt Coaster         | Kings Island                | Lanceerachtbaan   | Geopend    | 2005         |
| Back Lot Stunt Coaster        | Kings Dominion              | Lanceerachtbaan   | Geopend    | 2005         |
| Mad Cobra                     | Discoveryland               | Lanceerachtbaan   | Geopend    | 2006         |
| Soak'd                        | Freestyle Music Park        | Hangende achtbaan | Geopend    | 2008         |
| Round About                   | Freestyle Music Park        | Stalen achtbaan   | Geopend    | 2008         |
| Revenge of the Mummy          | Universal Studios Singapore | Lanceerachtbaan   | Geopend    | 2010         |
| Sky Rocket                    | Kennywood                   | Lanceerachtbaan   | Geopend    | 2010         |
| Yamaha Racing Coaster         | Trans Studio Bandung        | Lanceerachtbaan   | Geopend    | 2011         |
| Superman: Ultimate Flight     | Six Flags Discovery Kingdom | Lanceerachtbaan   | Geopend    | 2012         |
| Full Throttle                 | Six Flags Magic Mountain    | Lanceerachtbaan   | Geopend    | 2013         |
| Sky Scream                    | Holiday Park                | Lanceerachtbaan   | Geopend    | 2014         |
| Tempesto                      | Busch Gardens Williamsburg  | Lanceerachtbaan   | Geopend    | 2015         |